# دانشگاه فنی دولتی نووسیبیرسک
 دانشگاه فنی دولتی نووسیبیرسک (مخفف: NSTU)، تا سال ۱۹۹۲ مؤسسه الکتروتکنیکی نووسیبیرسک (NETI)، یکی از مراکز اصلی تحقیقاتی و آموزشی روسیه و همچنین یکی از برترین دانشگاه‌های فنی واقع در نووسیبیرسک، روسیه است.
پوستووی نیکولای (Пустовой Николай Васильевич) رئیس دانشگاه فنی دولتی نووسیبیرسک نامه ای را برای حمایت از تهاجم روسیه به اوکراین امضا کرده‌است.

## فارغ التحصیلان قابل توجه
- ناتالیا فیلوا (۱۹۶۳–۲۰۱۹) یک تاجر روسی و رئیس هیئت مدیره خطوط هوایی اس۷ ایرلاینز بود.
- آناتولی لوکوت (متولد ۱۹۵۹)، عضو CPRF، عضو دومای ایالتی، شهردار نووسیبیرسک.[۲]
- دیمیتری رویاکین (متولد ۱۹۶۴)، نوازنده راک، رهبر گروه موسیقی راک فولکلور روسی کالینوف موست.[۳][۴]
- الکساندر سیسویف (متولد ۱۹۶۱)، تاجر روسی، بنیانگذار 2GIS.[۵]
- سرگئی زایاشنیکوف (متولد ۱۹۶۴)، مروج ورزش، نویسنده.[۶]